# Douglas Fitzgerald McConnel
Douglas Fitzgerald McConnel, britanski general, * 1893, † 1961.